# استوکلر
استوکلر (به انگلیسی: Acetochlor) با فرمول شیمیایی C۱۴H۲۰ClNO۲ یک ترکیب شیمیایی با شناسه پاب‌کم ۱۹۸۸ است؛ که جرم مولی آن ۲۶۹٫۷۶۷ g/mol می‌باشد.